# 안타르티카칠레나현

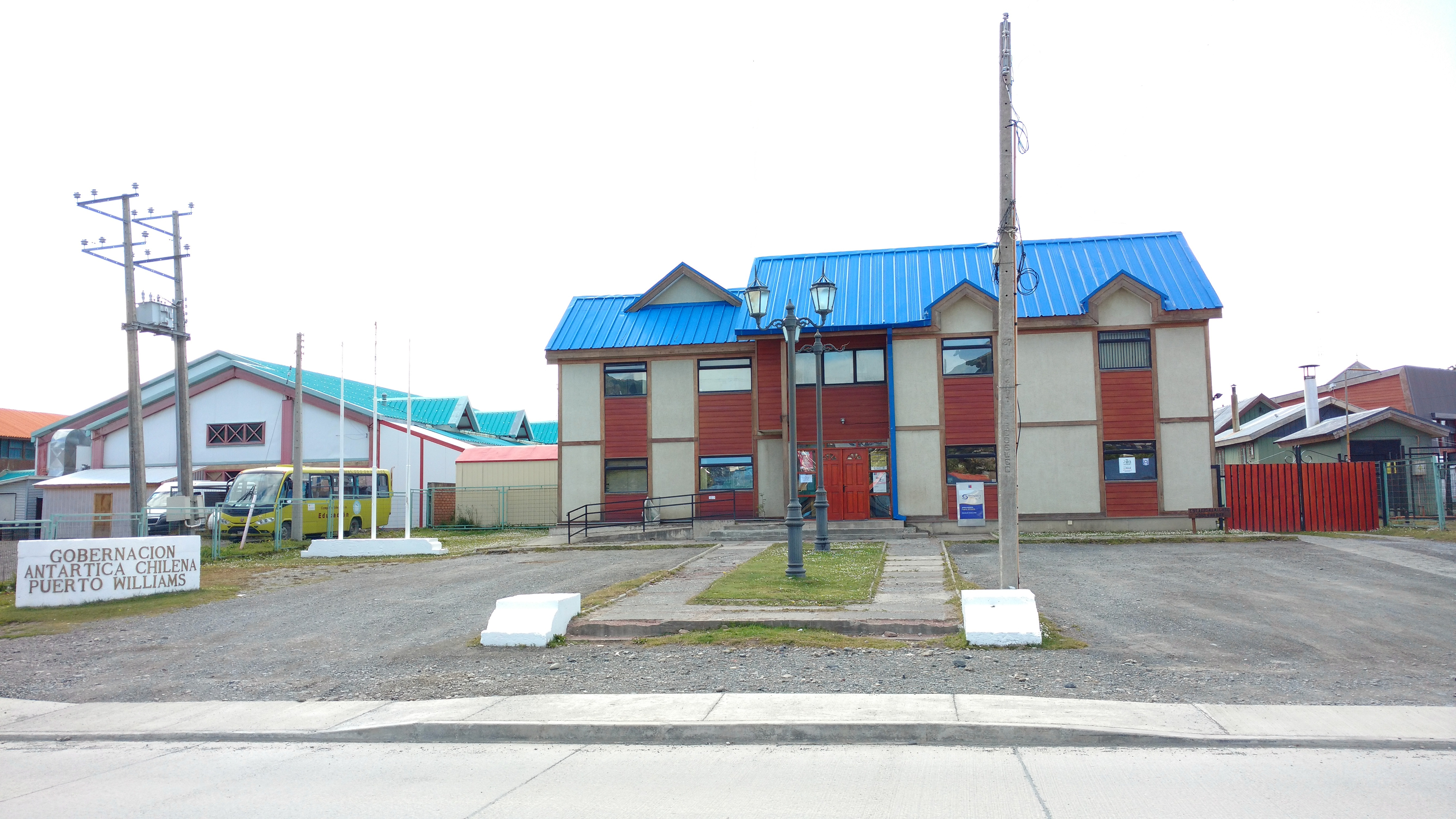

안타르티카칠레나현(스페인어: Provincia de la Antártica Chilena)은 칠레 마가야네스 이 안타르티카칠레나 주를 구성하는 4개의 현 가운데 하나로 현도는 푸에르토윌리암스이며 면적은 1,265,853.7km2, 인구는 1,792명(2012년 기준), 인구 밀도는 1,792명/km2이다. 카보데오르노스와 칠레령 남극 지역으로 나뉘지만 남극 지역에 대한 영유권은 국제적으로 인정받지 못하고 있다.

## 같이 보기
- 칠레령 남극 지역
- 남극의 영유권 주장 목록
- 아르헨티나령 남극
- 영국령 남극 지역
- 남극조약
- 남극반도